# ベルリン陥落 1945
『ベルリン陥落 1945』（ベルリンかんらく1945、原題: Anonyma – Eine Frau in Berlin）は、2008年のドイツ・ポーランド合作映画。ベルリンの戦い前後のベルリンを舞台としている。

## 概要
原題は、『Anonyma –Eine Frau in Berlin』（ 匿名－あるベルリンの女性）である。あるドイツ人女性を中心に、1945年4月末のベルリンに侵攻してきたソビエト赤軍兵士らの強姦および敗残兵狩り、そして、ドイツ人市民とソ連軍兵士の対話を描いた作品である。

## 原作本の経緯と映画化
ベルリン陥落時34歳の匿名ドイツ人女性の手記が、1954年にアメリカ合衆国で出版されて売れた。1945年4月20日より6月22日までの日付となっている。ついで1955年に英国で出版され、1959年に本来のドイツ語でスイスで出版されたが、ドイツ人男性が強姦などの事態に手をこまねていた点が反撥を受けたためか、手記をまとめた女性に対して西独では非難がなされた。60年代末頃から女性運動の高まりとともにベルリンなどでコピーが読まれ出したが、彼女自身は生前は再出版を望まなかった。そのため、2001年の彼女の死後、2003年に著者名を明かさないということでドイツの詩人ハンス・マグヌス・エンツェンスベルガーにより、ようやく再出版された。著者は女性ジャーナリストのマルタ・ヒーラーとみられている。この本の日本版は2008年に白水社から『ベルリン終戦日記　ある女性の記録』とのタイトルで出版されている。なお、同じ白水社から2004年に映画と同名の『ベルリン陥落　1945』という本が出版されているが、これは英国の作家アントニー ・ビーヴァーによって書かれた全く別の戦史ノンフィクションである。アントニー ・ビーヴァーは、本項映画の原作のほうである『Anonyma –Eine Frau in Berlin』の2004年の英語版の再出版に際し序文を寄せていて、これは日本版にも収録されている。
2008年、マックス・フェーベルベック監督により、このドイツ人女性の手記が映画化された。ベルリン陥落前後のベルリン市民の苦悩が、イメージとして浮かび上がる内容となっている。ソビエト軍兵士の台詞はロシア語となっている。
日本では、日本語の字幕がつけられたDVDがリリースされている。

## あらすじ
その女主人公は、ジャーナリストであった。ロシア語を話すことができた。夫のゲルトがドイツ軍兵士として出征するのを祝った。
1945年4月末、ベルリンに侵攻してきた赤軍が、ドイツ軍兵士が抵抗している箇所の制圧に当たる。ソビエト軍兵士が、主人公女性のいるアパートに入ってきた。彼らの中には、女性に乱暴を働くものもいる。止めさせるともできない住人たち。主人公女性も、乱暴されたが、取り仕切る赤軍将校たちに取り入り、自分たちの安全を確保しようとする。最初は「たった数分のことだ、たいしたことはないのに」とアンドレイ少佐は言う。
初老のドイツ人男性を激しく殴打している赤軍兵士に対して、アンドレイ少佐は格闘して止めさせるのと同時に、武器を隠し持つ者およびそれをかくまう者を銃殺するということを宣言する。
1945年5月2日、ドイツのヴァイトリング司令官が、ベルリンでの降伏を宣言しドイツ人兵士の投降を指示する。赤軍兵士は歓喜する。強姦しようとしたソビエト軍兵士に対して発砲したドイツ軍敗残兵が見つかる。責任は、敗残兵とその妻として、他のものにはお咎めなしと、アンドレイ少佐は決定する。ドイツ人との関係をましなものとするため、アパート住人とソ連軍兵士とのパーティーが開かれる。日にちが立ち、アンドレイ少佐は、ベルリンから転任となる。
放心状態の夫ゲルトが、女主人公のところに戻ってきた。

## キャスト
- ドイツ人
  - 主人公女性 : ニーナ・ホス
  - ゲルト : アウグスト・ディール
  - ベルベル : イェルディス・トリーベル
  - エルケ : ユリアーネ・ケーラー
- ソビエト軍将兵
  - アンドレイ少佐 : エブゲーニ・スジヒン
  - アナトール中尉 : ロマン・グリブコフ

## 原作本
- 『ベルリン終戦日記 ある女性の記録（英語版）』、山本浩司 訳、白水社、2008年、新版2017年